# Craniella sigmoancoratum
Craniella sigmoancoratum är en svampdjursart som först beskrevs av Koltun 1966.  Craniella sigmoancoratum ingår i släktet Craniella och familjen Tetillidae. Inga underarter finns listade i Catalogue of Life.